# Camposanto Monumentale
Camposanto Monumentale ("cemitério monumental") ou Camposanto Vecchio ("cemitério antigo") é um edifício histórico na porção norte do Campo dei Miracoli de Pisa, na Itália.
Ele tem este nome porque acredita-se que o edifício foi construído à volta de um carregamento de terra santa trazida do Gólgota durante a Quarta Cruzada por Ubaldo de' Lanfranchi, um arcebispo de Pisa do século XII. Uma lenda afirma que os corpos enterrados ali apodrecerão em apenas 24 horas. O campo está sobre as ruínas do antigo batistério da Igreja de Santa Reparata, que ficava onde hoje está a catedral. O termo "monumental" serve para diferencia-lo de um cemitério urbano mais recente construído em Pisa.

## História
O edifício foi o quarto e último a ser construído na praça da catedral e data do século seguinte à chegada da terra do Gólgota. A construção deste enorme claustro gótico de formato oblongo começou em 1278 pelas mãos de Giovanni di Simone, que morreu em 1284 depois da derrota de Pisa na Batalha de Meloria contra os genoveses. A obra só seria concluída em 1464.
Aparentemente, o plano era que edifício não fosse utilizado como um cemitério e sim como uma igreja ("Santissima Trinità"), mas o projeto mudou durante a construção. Porém, sabemos que a parte original era a ocidental (provavelmente a igreja) e todo o lado oriental foi construído depois, fechando a estrutura.

## Edifício
A parede externa é formada por 43 arcos cegos e há duas portas. A da direita, a original, está adornada com um belo tabernáculo gótico representando a Virgem Maria e o Menino rodeados por quatro santos, uma obra da segunda metade do século XIV de um discípulo de Giovanni Pisano. A maior parte dos túmulos está localizada sob as arcadas, embora haja uns poucos no jardim central, uma praça cercada por elaborados arcos de volta perfeita dotados de finos mainéis e traceria multilobada.
O cemitério abriga três capelas. As mais antigas são a "Capela Ammannati" (1360), assim chamada por causa do túmulo de Ligo Ammannati, um professor da Universidade de Pisa, e a "Capela Aulla", onde está um alter de Giovanni della Robbia de 1518. Nesta está também uma lamparina que ficava na catedral na época de Galileu Galilei. A última, chamada "Capela Dal Pozzo", foi encomendada pelo arcebispo de Pisa Carlo Antonio Dal Pozzo em 1594 e conta com um altar dedicado a São Jerônimo e uma pequena cúpula. Em 2009, foram transladadas as relíquias da catedral: dentre outras, restos de onze dos doze apóstolos, dois fragmentos da Vera Cruz, um espinho da coroa de espinhos e um pedaço de um vestido da Virgem. É ali também que se reza às vezes a missa.

## Sarcófagos

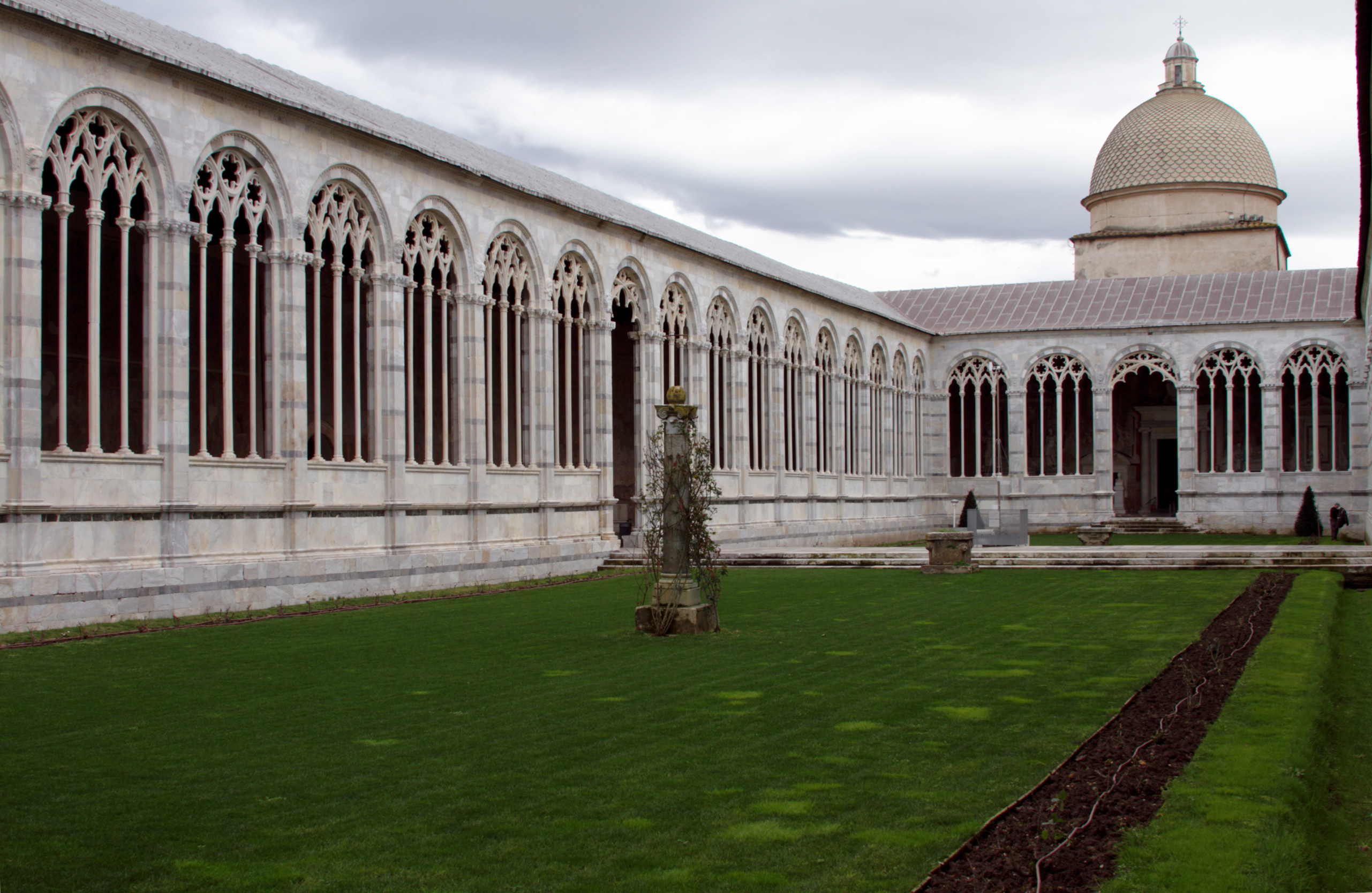
Vista interior.

O Camposanto abrigava uma enorme coleção de sarcófagos romanos, mas atualmente restam apenas 84, que foram deixados junto com uma coleção de esculturas e urnas romanas e etruscas. Inicialmente, eles estavam por toda parte à volta da catedral, por vezes ligados às paredes do edifício. Quando o cemitério foi construído, foram todos recolhidos e levados para lá. Carlo Lasinio, durante seu mandato como curador do Camposanto, colecionou ainda muitas outras relíquias antigas que estavam espalhadas por toda Pisa e transformou o local numa espécie de museu arqueológico. Atualmente, os sarcófagos estão na parte coberta das galerias, perto das paredes.

## Afrescos

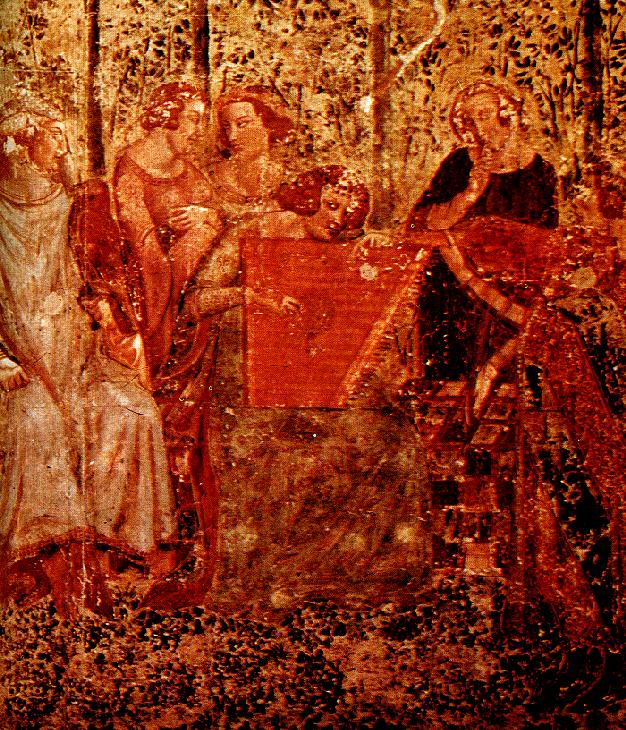
Pormenor do fresco "Triunfo da morte" (c.1350), atribuído a Buonamico Buffalmaco, na parede sul do lado oeste de Camposanto Monumentale

As paredes já foram um dia cobertas de afrescos, aplicados pela primeira vez em 1360 e, pela última, três séculos depois. O primeiro foi a "Crucificação" de Francesco Traini na parede sul do lado oeste. Continuando para a direita nesta parede, "Juízo Final", "Inferno", "Triunfo da Morte" e "Anacoreti nella Tebaide" ("anacoretas da Tebaida"), geralmente atribuído a Buonamico Buffalmacco. Na galeria norte estava o ciclo sobre as "Histórias do Antigo Testamento", de Benozzo Gozzoli (séc. XV). Na arcada sul estavam as "Histórias dos Santos Pisanos", de Andrea Bonaiuti, Antonio Veneziano e Spinello Aretino (entre 1377 e 1391), e as "Histórias de Jó", de Taddeo Gaddi (fim do século XIV). Na mesma época, na galeria norte estavam as "Histórias do Gênesis" de Piero di Puccio.
Em 27 de julho de 1944, um estilhaço de uma bomba aliada iniciou um incêndio. Como a água era de uso controlado na época, o fogo não pôde ser controlado em tempo: as vigas do teto queimaram e o chumbo do telhado derreteu, causando um desmoronamento que danificou tudo o que estava dentro do cemitério. Quase todas as esculturas e sarcófagos foram destruídos e quase todos os afrescos, severamente danificados ou destruídos.
Depois da Segunda Guerra Mundial, as obras de restauração finalmente puderam começar. O telhado foi reformado para reassumir tanto quanto possível a aparência pré-guerra e os afrescos sobreviventes foram destacados das paredes para serem preservados em outro lugar. Depois que eles foram retirados, os desenhos preliminares que ficam abaixo, chamados sinopie, foram também removidos e estão agora em exibição no Museu das Sinopie, que fica do lado oposto do Campo dei Miracoli.
Os afrescos que puderam ser restaurados estão gradualmente sendo transferidos para suas localizações originais no cemitério numa tentativa de restaurar o Camposanto à sua antiga glória.

## Galeria

Imagens do Camposanto
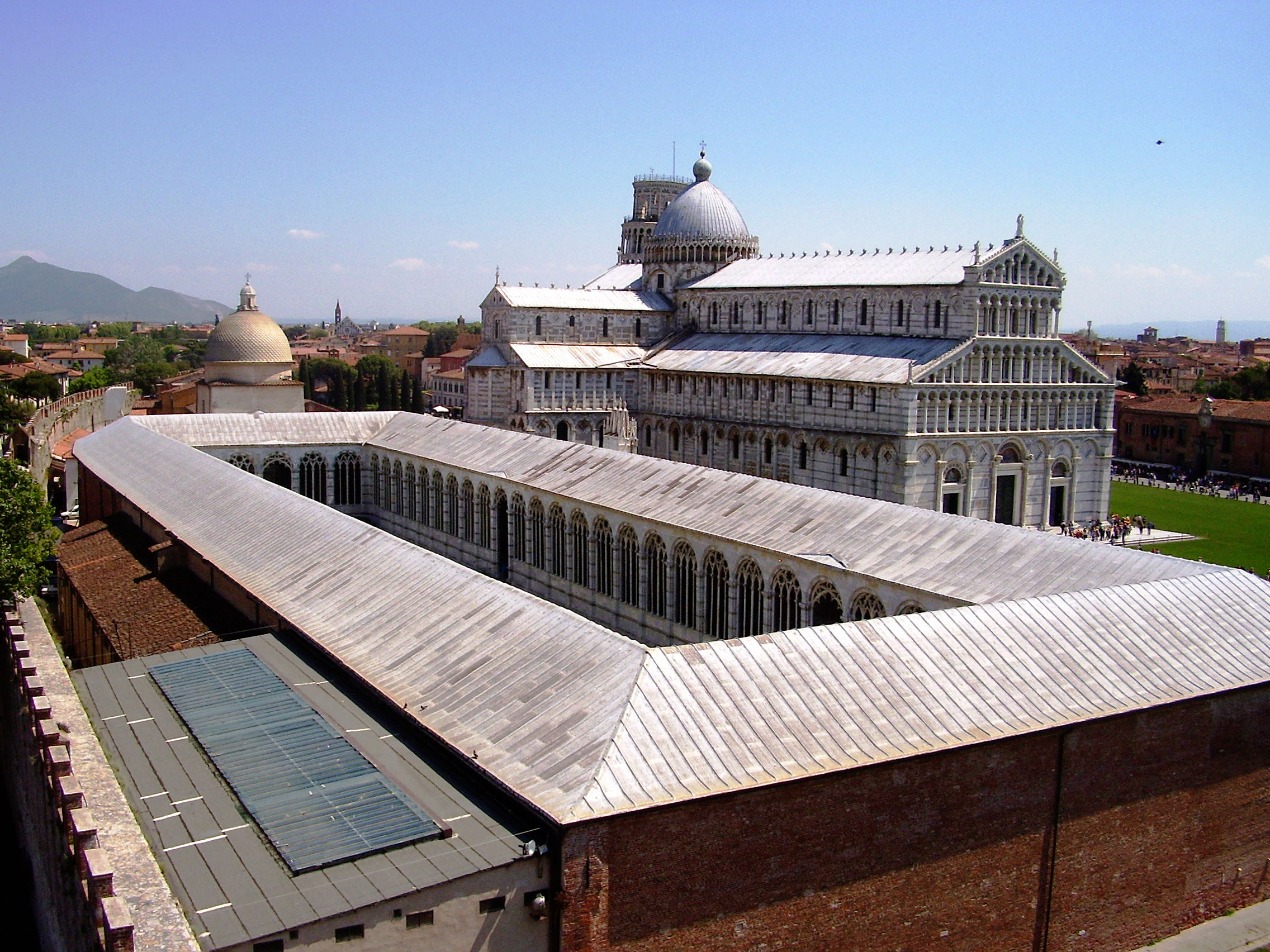
Visão geral, com a Catedral de Pisa ao fundo
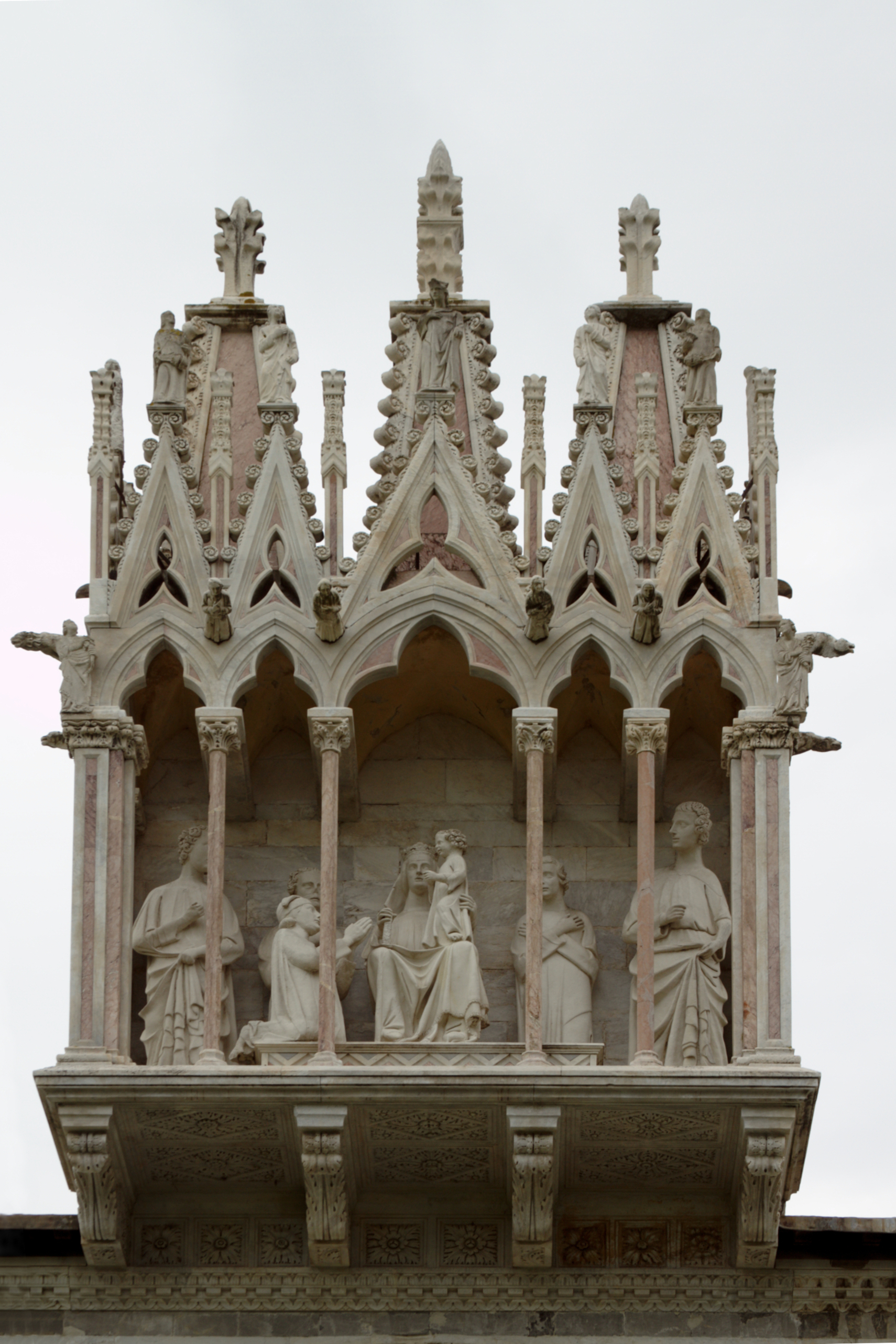
Tabernáculo na fachada
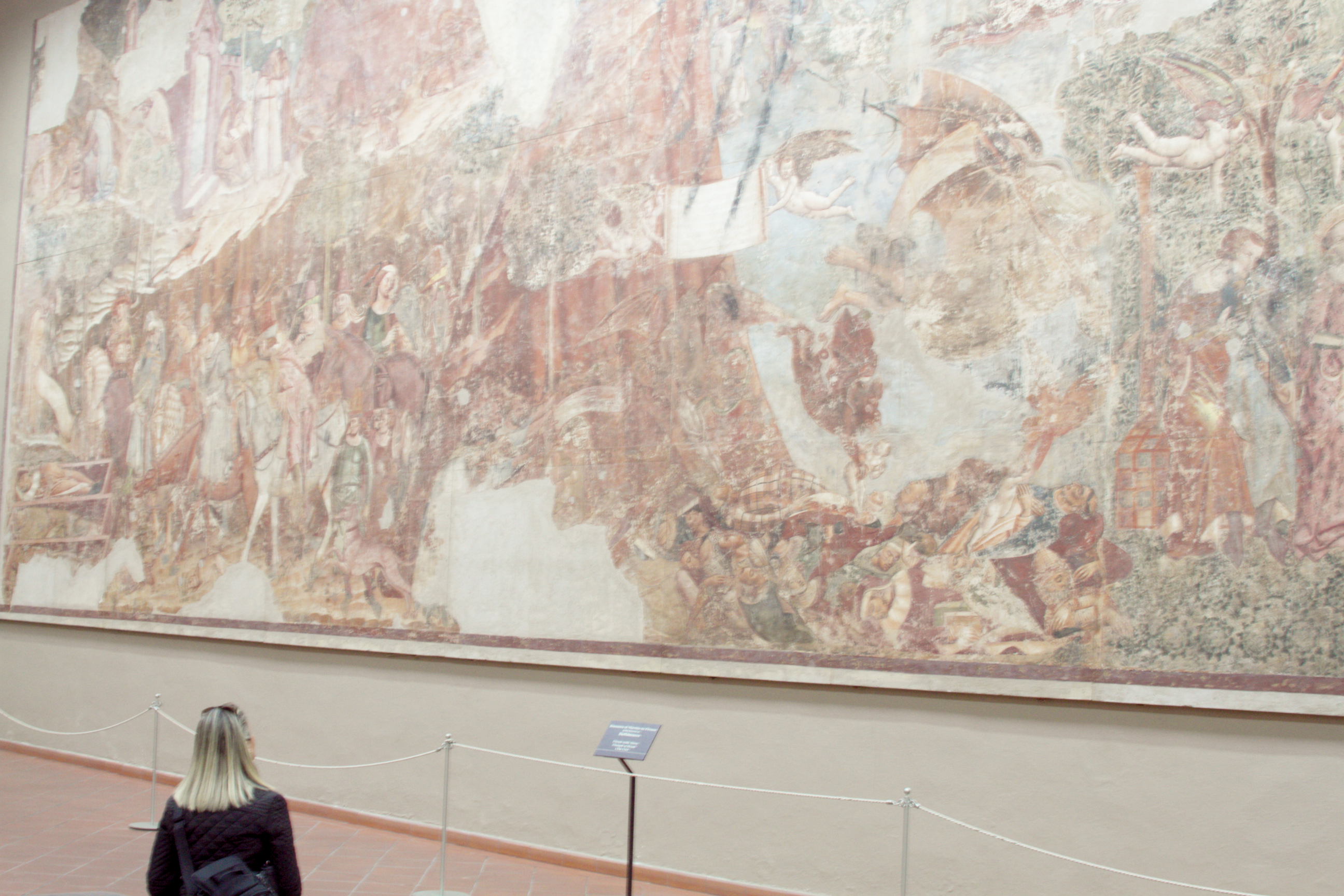
"Triunfo da Morte", de Buffalmacco
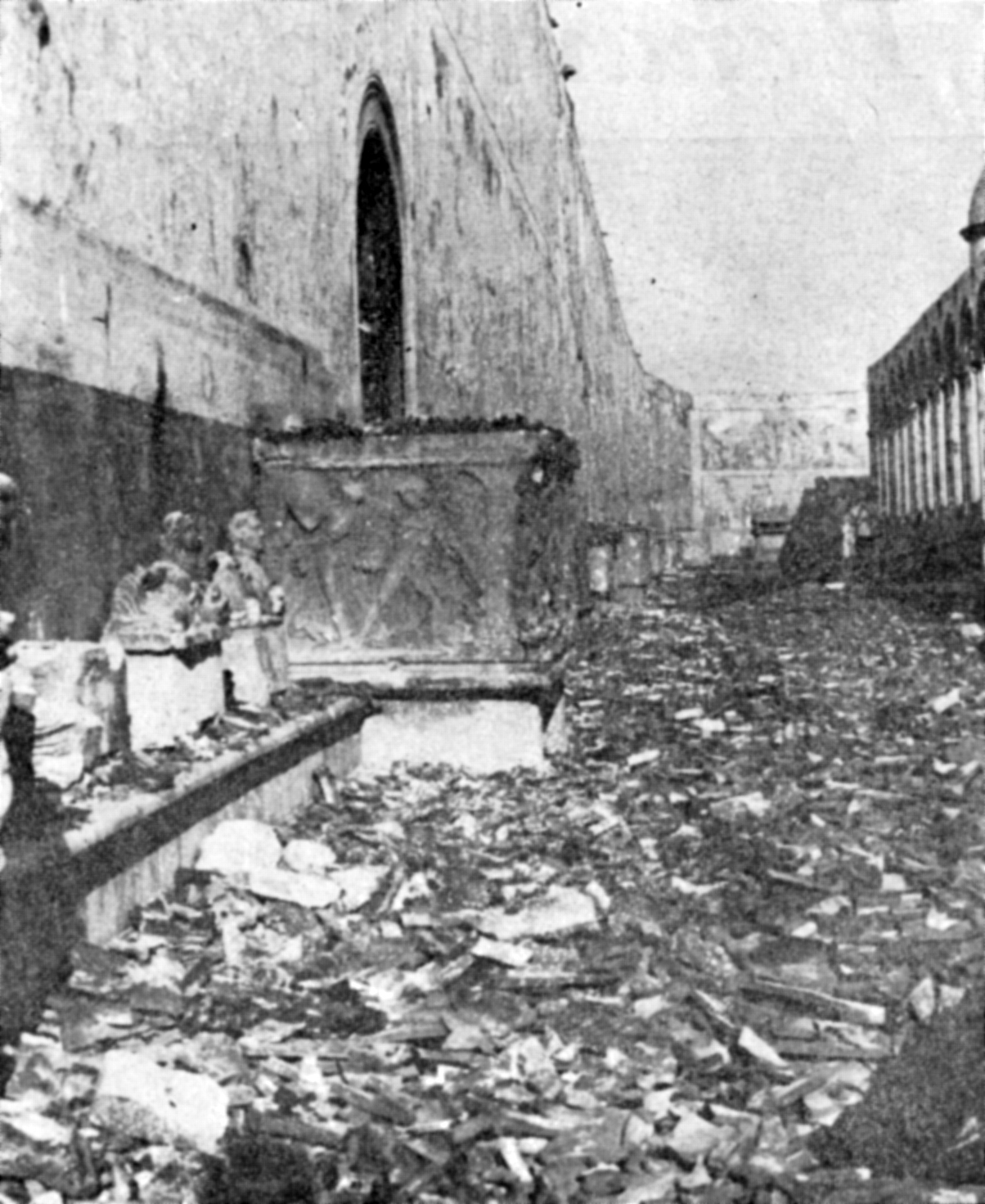
Destruição depois do bombardeio na Segunda Guerra Mundial
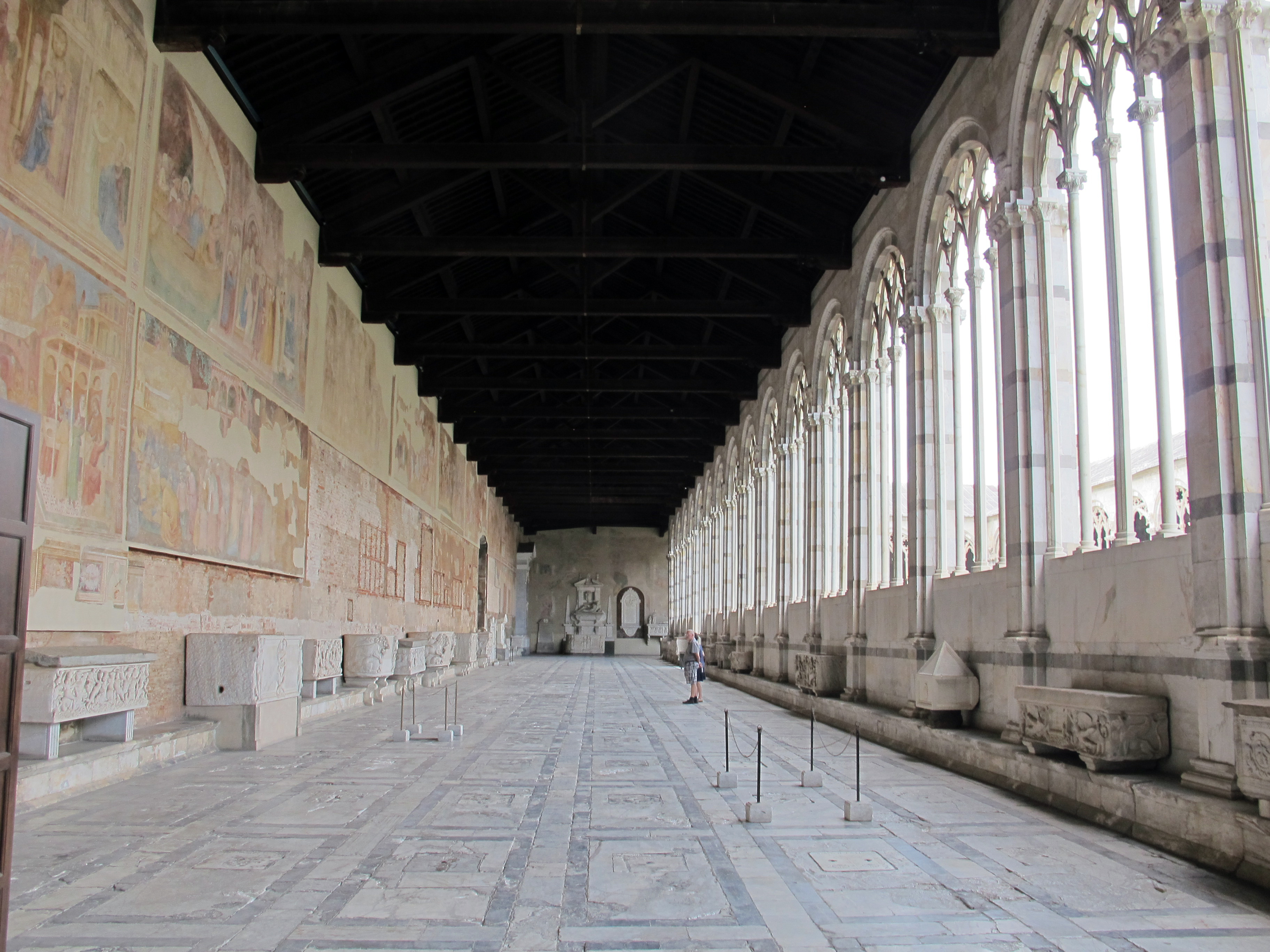
Interior do Camposanto
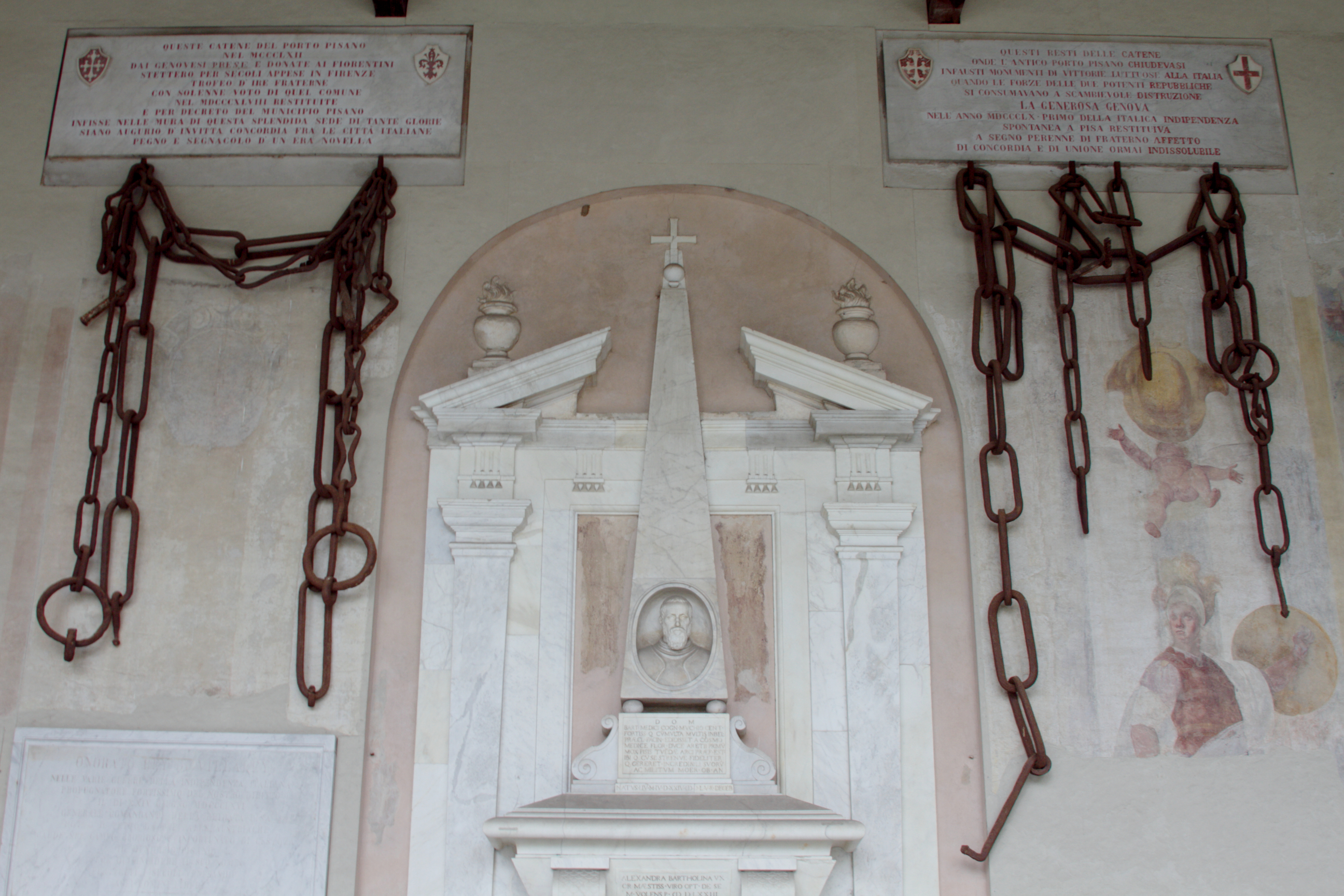
Túmulo de Bartolomeo Medici e as correntes do porto de Pisa